# We Heart It
We Heart It  fue una red social basada en imágenes inspiradoras. Se describe como "Una casa para nuestra inspiración" y un sitio para "Organizar y compartir las cosas te encantan." Los usuarios pueden recolectar (o "heartear") sus imágenes favoritas para compartir con amigos y organizarlas en colecciones. Los usuarios pueden acceder el sitio a través de un navegador web o mediante la aplicación móvil para Android y iOS

## Historia

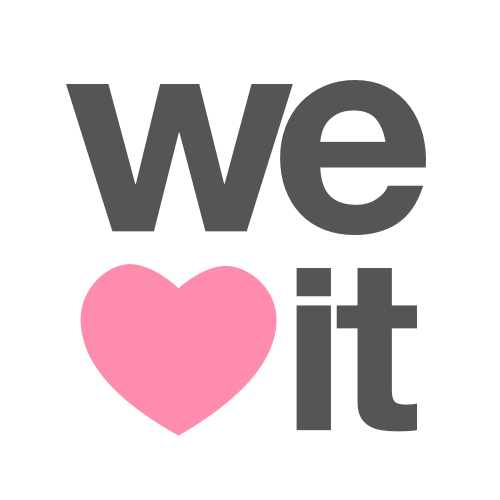
Logotipo utilizado hasta el 12 de diciembre de 2016

We Heart It fue fundada en 2008 por Fabio Giolito, originario de Brasil. Comenzó como un proyecto con la idea de "heartear" fotos y guardándolas para compartir con los amigos. Lo que comenzó como herramienta para él y sus amigos, comenzó a crecer de forma orgánica  Cuándo el crecimiento empezó a surgir, Fabio en conjunto con el cofundador Bruno Zanchet, convirtieron el sitio en un negocio corporativo en California en 2011.

## Negocio
We Heart It fue incorporado en Estados Unidos en 2011. Su sede está localizada en San Francisco y tiene un equipo de 25 empleados.
En junio de 2013, We Heart It recaudó $8 millones en una financiación de Roble Blanco y IDG Aventuras.
En febrero de 2014, We Heart It alcanzó el lugar 754 en el rango global de tráfico Alexa.
En mayo de 2014, We Heart It comenzó a mostrar anuncios móviles dentro de la aplicación.
En junio de 2016, We Heart It formó una sociedad estratégica con una compañía de marketing de influencers El Blu Market, dirigido por Steven Forkosh y el cantante de los Jonas Brothers Kevin Jonas, con la esperanza de atraer más usuarios y patrocinadores.

## Características
We Heart It  es una plataforma visual  que soporta imágenes, GIF´s animados, y vídeo.
Ofrece iconos de seguir, widgets, y botones de participación para los usuarios que quieran incorporar We Heart It en su sitio web o blog.
Es conocida por ser una comunidad positiva, desde entonces no hay ninguna característica para comentar, los usuarios sienten más cómodos publicando contenido que no reciba comentarios negativos como suele suceder en otras redes sociales.
Desde 2015, We Heart It ha lanzado un programa Heartist para premiar a los usuarios destacados de la comunidad. Estos 'Heartists' los describen como líderes en creatividad y se sabe que inspiran a otros miembros de la comunidad. Estas personas son seleccionadas por los mismos usuarios de la app y Weheartit los reconoce con una insignia de estrella rosa que se muestra en las fotos de perfil de dichos usuarios.
A finales de agosto de 2017, los artículos destacados se publicaron en el sitio para aumentar aún más la creatividad de sus usuarios. Con esta función, la comunidad ahora puede compartir poemas, recetas, opiniones, pensamientos e ideas creativas, consejos; Cualquier cosa que puedas escribir. Un rato después, se agregaron "Reacciones" al sitio donde podría reaccionar a los artículos con 5 opciones diferentes. Si no querías mostrar un artículo en su heart, tenía la opción de reaccionar aún, mientras no tuviera que aparecer en su lienzo. En 2018, también se agregaron reacciones para las imágenes.

## Uso
En diciembre de 2013, logró alcanzar los 25 millones de usuarios mensuales. Se descubrió que de esos 25 millones de usuarios tienen menos de 24 años, y más del 70 por ciento son mujeres.  We Heart it tiene una edad de usuario media de 19.
En promedio, los usuarios pasan un aproximado de 16.5 minutos en el sitio. Mientras que los usuarios de la aplicación móvil la usan aproximadamente 25 veces por mes.
En marzo de 2015, se introdujo una característica de postales que permite que los usuarios registrados se comuniquen entre ellos con imágenes.
The Huffington Post citó a We Heart It como uno de los "10 Sitios más Felices En El Internet" para encontrar una sonrisa o inspiración.
Fue elegida como una de las mejores aplicaciones de Google Play en 2013 y las apps recomendadas de 2015.